# 1362 Griqua
1362 Griqua (1935 QG1) là một tiểu hành tinh nằm phía ngoài của vành đai chính được phát hiện ngày 31 tháng 7 năm 1935 bởi Cyril V. Jackson ở Đài thiên văn Observatory. It is one of very few asteroids located in the 2: 1 mean motion resonance with Sao Mộc.